# Pridoroschnoje (Kaliningrad, Slawsk)
Pridoroschnoje (russisch Придорожное, deutsch Groß Asznaggern, 1936 bis 1945 Grenzberg, litauisch Ašnugariai) ist ein Ort in der russischen Oblast Kaliningrad. Er gehört zur kommunalen Selbstverwaltungseinheit Stadtkreis Slawsk im Rajon Slawsk.

## Geographische Lage
Pridoroschnoje liegt an der Regionalstraße 27A-009 (ex A197) sechs Kilometer südöstlich des zentralen Gemeindeortes Bolschakowo. Bis zur Rajonshauptstadt Slawsk (Heinrichswalde) sind es in nordwestlicher Richtung 22 Kilometer. Eine Bahnanbindung besteht nicht. Vor 1945 war der Ort Bahnstation an der Bahnstrecke Insterburg–Groß Skaisgirren/Kreuzingen der Insterburger Kleinbahnen.

## Geschichte
Das Dorf Groß Asznaggern bestand vor 1945 aus mehreren kleinen und großen Höfen sowie einer Ziegelei und einer Windmühle.
Im Jahr 1874 wurde die Landgemeinde in den neu errichteten Amtsbezirk Oschweningken (er hieß ab 1939 „Amtsbezirk Breitenhof“, der Ort existiert nicht mehr) eingegliedert, der bis 1945 zum Kreis Niederung (ab 1938 „Kreis Elchniederung“) im Regierungsbezirk Gumbinnen der preußischen Provinz Ostpreußen gehörte. Am 17. August 1936 erhielt Groß Asznaggern den neuen Namen „Grenzberg“.
Nach der durch den Krieg bedingten Umgliederung zur Sowjetunion erhielt der Ort im Juni 1947 die russische Bezeichnung „Pridoroschnoje“. Gleichzeitig wurde der Ort Sitz eines Dorfsowjets, der seit Juli 1947 im Rajon Bolschakowo lag. Nach der Auflösung dieses Dorfsowjets im Jahr 1960 gelangte der Ort in den Dorfsowjet Bolschakowski selski Sowet. Seit 1963 liegt Pridoroschnoje im Rajon Slawsk. Von 2008 bis 2015 gehörte der Ort zur Landgemeinde Bolschakowskoje selskoje posselenije und seither zum Stadtkreis Slawsk.

### Einwohnerentwicklung
| Jahr | Einwohner |
| ---- | --------- |
| 1910 | 425       |
| 1933 | 360       |
| 1939 | 359       |
| 2002 | 504       |
| 2010 | 547       |

### Pridoroschny selski Sowet 1947–1960
Der Dorfsowjet Pridoroschny selski Sowet (ru. Придорожный сельский Совет) wurde im Juni 1947 zunächst im Rajon Slawsk eingerichtet. Im Juli 1947 gelangte der Dorfsowjet in den neu geschaffenen Rajon Bolschakowo. Im Jahr 1960 wurde der Dorfsowjet (vermutlich) an den Bolschakowski selski Sowet angeschlossen.
| Ortsname                     | Name bis 1947/50                                                                              | Jahr der Umbenennung |
| ---------------------------- | --------------------------------------------------------------------------------------------- | -------------------- |
| Kimrskoje (Кимрское)         | Alt Kriplauken, 1938–1945: „Kripfelde“                                                        | 1947                 |
| Lewobereschje (Левобережье)  | Schemlauken, 1938–1945: „Roßberg“                                                             | 1950                 |
| Majakowskoje (Маяковское)    | Jägerkrug                                                                                     | 1950                 |
| Nagornoje (Нагорное)         | Gobienen                                                                                      | 1947                 |
| Pridoroschnoje (Придорожное) | Groß Asznaggern, 1936–1945: „Grenzberg“                                                       | 1947                 |
| Sadowoje (Садовое)           | Swainen                                                                                       | 1947                 |
| Tschistopolje (Чистополье)   | Groß Obscherningken, 1938–1945: „Gutsfelde“ und Klein Obscherningken, 1938–1945: „Kleinwalde“ | 1947                 |

Des Weiteren wurde im Jahr 1947 offenbar noch das im Forst Papuschienen gelegenen Forsthaus Rosenberg als Wessjoloje in diesen Dorfsowjet eingegliedert, wo es geografisch aber eigentlich nicht hineinpasst.

## Kirche
Mit seiner mehrheitlich evangelischen Bevölkerung gehörte Groß Asznaggern resp. Grenzberg vor 1945 zum Kirchspiel der Kirche Skaisgirren in Groß Skaisgirren (ab 1938: Kreuzingen, heute russisch: Bolschakowo). Sie war Teil des Kirchenkreises Niederung (Elchniederung) innerhalb der Kirchenprovinz Ostpreußen der Kirche der Altpreußischen Union. Jetzt liegt Pridoroschnoje kirchlich auch wieder im Einzugsbereich von Bolschakowo, wo sich in den 1990er Jahren eine neue evangelisch-lutherische Gemeinde bildete. Sie ist eine Filialgemeinde innerhalb der Kirchenregion der Salzburger Kirche in Gussew (Gumbinnen), die zur Propstei Kaliningrad (Königsberg) der Evangelisch-lutherischen Kirche Europäisches Russland.

## Söhne und Töchter des Ortes
- Frank Ruddigkeit (1939–2025), deutscher Maler, Grafiker und Buchkünstler